# Chesias bombycata
Chesias bombycata är en fjärilsart som beskrevs av Donovan 1806. Chesias bombycata ingår i släktet Chesias och familjen mätare. Inga underarter finns listade i Catalogue of Life.